# باشگاه خدمات
باشگاه خدمات (انگلیسی: Service club) یک سازمان غیرانتفاعی داوطلبانه است که اعضای آن به‌طور منظم برای انجام کارهای خیریه با همکاری مستقیم، یا با جمع‌آوری پول برای سایر سازمان‌ها، تلاش می‌کنند. یک باشگاه خدماتی اغلب به واسطه مأموریت خدماتش تعریف می‌شود و در مرحله دوم مزایای عضویت آن، شامل بدست آوردن جایگاه‌های اجتماعی، عضویت در شبکه‌ها و فرصت‌های رشد شخصی می‌باشد، که باعث تشویق اعضا به فعالیت و ایجاد انگیزه جهت درگیر شدن در فعالیت‌های باشگاه می‌شود. در ایالات متحده، مالکیت اغلب باشگاه‌های خدمات در اختیار یک سازمان دیگر می‌باشد، که با انگیزه‌های دریافت معافیت‌های مالیاتی، اقدام به تأسیس و راهبری این باشگاه‌ها می‌نمایند.